# Harry Steevens
Pour les articles homonymes, voir Steevens.
Harry Steevens est un coureur cycliste néerlandais, né le 27 avril 1945 à Elsloo. Il est professionnel de 1966 à 1971. Ses frères Henk et Leo ont également été cyclistes professionnels.

## Biographie

### Débuts cyclistes et carrière chez les amateurs
Harry Steevens commence le cyclisme amateur dans les années 1960 et obtient beaucoup de succès dans sa catégorie. En 1964, il remporte une étape sur l'Olympia's Tour et termine 3e de cette course, il finit également dans le top 10 du championnat du monde sur route amateur. L'année suivante, le natif du Limbourg remporte l'Olympia's Tour ainsi que trois étapes suivi du Tour de la province du Luxembourg. Il gagne également trois classiques amateurs : le Ronde van Zuid-Holland, le Circuit de Campine et À travers Gendringen. En 1966, Steevens remporte le Tour de Belgique amateurs et se classe deuxième du Tour de l'Avenir. Sélectionné pour les championnats du monde de contre-la-montre par équipe, il est médaillé d'argent.

### Carrière professionnelle

#### 1967: des débuts réussis
L'année 1967 est la première chez les professionnels pour Harry Steevens. Cette année-là, il remporte le Grand Prix de la Basse-Sambre et se classe 5e du Grand Prix Flandria et 3e de l'Amstel Gold Race.

#### 1868: victoire sur l'Amstel Gold Race
La saison du Néerlandais commence sur le Tour d'Andalousie où il remporte la 7e étape. En Belgique, un mois plus tard, il termine 5e du Tour du Limbourg avant de s'élancer sur Paris-Nice où il se classe en 14e position en réalisant un podium sur la première étape. Il finit également 5e de Harelbeke-Anvers-Harelbeke, 4e de la Course des raisins, 2e des Scheldeprijs. Il gagne également le Circuit des régions fruitières et Paris-Camembert. Il participe ensuite à deux courses par étapes : le Tour du Nord, qu'il remporte et Paris-Luxembourg qu'il termine en 5e position. Pour sa fin de saison, Steevens s'élance sur les routes de son pays lors de l'Amstel Gold Race, il remporte cette classique et signe à cette occasion la plus belle victoire de sa carrière. Quelques semaines plus tard, il se classe 6e de Paris-Tours.

#### 1969: année blanche
Lors de cette saison, Harry Steevens ne parvient pas à remporter la moindre course professionnelle à l’exception du Trèfle à Quatre Feuilles et ses meilleurs résultats sont des 3e places sur le Grand Prix de Fourmies et le Grand Prix Pino Cerami.

#### 1970-1971: dernières saisons professionnelles
En 1970, il gagne 5e étape du Tour de Suisse et le Grand Prix d'Orchies. Steevens participe pour la première fois au Tour de France et termine second de la 6e étape ce qui constitue sa meilleure performance sur l'épreuve. 
L'année suivante, il participe au Tour de France  et au Tour d'Espagne en tant qu'équipier et ne performe pas. Sur Paris-Nice, il se classe deuxième de la 4e étape.

## Palmarès

### Palmarès amateur
- 1964
  - 7e étape de l'Olympia's Tour
  - 3e du Circuit de Campine
  - 3e de l'Olympia's Tour
  - 8e du championnat du monde sur route amateurs

- 1965
  - Ronde van Zuid-Holland
  - Olympia's Tour :
    - Classement général
    - 3e, 4e et 5e étapes

  - Circuit de Campine
  - À travers Gendringen
  - Tour de la province de Luxembourg :
    - Classement général
    - 1re et 2e étapes

  - 2e du Tour de Hollande-Septentrionale

- 1966
  - 5eb étape de l'Olympia's Tour
  - Tour de Belgique amateurs :
    - Classement général
    - 5e et 6e étapes

  - Tour du Limbourg
  - 1reb étape du Tour de l'Avenir
  - 2e du Tour de l'Avenir
  - 2e du Tour de Namur
  -  Médaillé d'argent du championnat du monde du contre-la-montre par équipes
  - 3e du Tour de Drenthe

### Palmarès professionnel
| - 1967 - Grand Prix de la Basse-Sambre - 3e de l'Amstel Gold Race - 1968 - 7e étape du Tour d'Andalousie - Circuit des régions fruitières - Paris-Camembert - Tour du Nord : - Classement général - 1re étape - Amstel Gold Race - 2e du Grand Prix de l'Escaut - 5e de Paris-Luxembourg - 6e de Paris-Tours | - 1969 - Trèfle à Quatre Feuilles - 2e du Circuit des régions flamandes - 3e du Grand Prix Pino Cerami - 3e du Grand Prix de Fourmies - 1970 - Prologue de Paris-Nice (contre-la-montre par équipes) - 5e étape du Tour de Suisse - Grand Prix d'Orchies |  |

## Résultats sur les grands tours

### Tour de France
2 participations
- 1970 : 45e
- 1971 : hors délais (6e étape)

### Tour d'Espagne
1 participation
- 1971 : non-partant (13e étape)